# Даніель Еспіноса
Хорхе Даніель Еспіноза (нар. 23 березня 1977 року) — шведський кінорежисер з Тронгсунду, Стокгольм чилійського походження. Він відвідував Національну кіношколу Данії та закінчив її у 2001 році. Третім його повнометражним фільмом «Легкі гроші» став шведський фільм із найбільшим визнанням у Швеції у 2010 році. Еспіноса вів переговори про режисерську екранізацію «Символ віри» але зрештою його замінив Джастін Курзель. Він зняв фільм про супергероя Морбіуса, який зазнав критичного та комерційного провалу.

## Фільмографія
| Рік  | Назва                       | Додатково                                         |
| ---- | --------------------------- | ------------------------------------------------- |
| 2003 | Bokseren                    | Студентський короткометражний фільм               |
| 2004 | Babylonsjukan               |                                                   |
| 2007 | Uden for kærligheden        |                                                   |
| 2010 | Легкі гроші                 |                                                   |
| 2012 | Код доступу «Кейптаун»      |                                                   |
| 2015 | Дитина 44                   |                                                   |
| 2017 | Життя                       |                                                   |
| 2022 | Морбіус                     | Номінація на «Золоту малину» за найгіршу режисуру |
| 2024 | Пограбування на гвинтокрилі | Мінісеріал                                        |